# NXF1
NXF1（nuclear RNA export factor 1）は、ヒトではNXF1遺伝子によってコードされるタンパク質で、TAP（tip associating protein）という名称でも知られる。

## 機能
NXF1は核と細胞質を往復し、ポリアデニル化されたRNAにin vivoで結合して核外搬出を媒介する。NXF1は酵母のMex67pのホモログである。NXF1はNXF（nuclear RNA export factor）ファミリーに属する。このファミリーに共通するドメイン構造は、非典型的RNP型RNA結合ドメイン（RBD）、4つのロイシンリッチリピート（LRR）、NTF2様ドメイン、UBA（ubiquitin-associated）ドメインである。NTF2様ドメインはNXT1とのヘテロ二量体化を可能にし、UBAドメインはヌクレオポリンとの相互作用を媒介する。C末端のUBAドメインを含む領域は、FGリピートを含む核膜孔タンパク質（FGヌクレオポリン）との結合に重要であり、核との往復の媒介に十分である。このC末端領域は互いにパッキングした4本のαヘリックスから構成され、ヘリックス1、2、3の配置はUBAフォールドと類似している。隣接するモジュールとはプロリンに富む柔軟な12残基のリンカーで連結されている。LRRとNTF2様ドメインは核外搬出活性に必要である。NXF1には選択的スプライシングによるバリアントが存在する。NXF1は飽和量のD型レトロウイルスCTE（constitutive transport element）RNAの存在によって引き起こされるmRNA核外輸送阻害に打ち勝つことができる。マウスのNxf1遺伝子の特定のアレルは、内在性レトロウイルス（intracisternal A particle）のイントロンへの組み込みによって引き起こされる変異を抑制する。

## 相互作用
NXF1は、TNPO2、MAGOH、U2AF1、DHX9、HuD、NUP214と相互作用することが示されている。